# Альбрехт Пенк
Альбрехт Фрідріх Карл Пенк (нім. Albrecht Friedrich Karl Penck; 25 вересня 1858, Лейпциг — 7 березня 1945, Прага) — німецький географ і геолог, особливо цікавився геоморфологією, льодовиковими формами рельєфу та кліматологією.
У Віденському університеті лекції Альбрехта Пенка слухав український географ, картограф та етнограф, академік Всеукраїнської академії наук — Степан Рудницький.

## Біографія
Альбрехт Пенк народився в Рюдніці поблизу Лейпцига в сім'ї продавця книг Еміля Пенка (1829—1880) і його дружини Єлизавети Пенк (1833—1896). Після закінчення середньої школи в 1875 році він навчався в Лейпцизькому університеті, де вивчав хімію, ботаніку, мінералогію та геологію.
У 1885—1906 роках Пенк був професором Віденського університету, а з 1906 по 1927 рік університету Гумбольдтів у Берліні, де він працював над проблемами геоморфології та кліматології.
У 1886 році Пенк одружився з Ідою Гангхофер (1863—1944), сестрою письменника Людвіга Гангхофера (1855—1920). Їхній син — Вальтер Пенк (1888—1923) став відомим географом і геоморфологом.
Разом з Едвардом Брюкнером (1862—1927) у 1909 році опублікував відому працю «Альпи в льодовиковий період» (Die Alpen im Eiszeitalter), де вони розділили плейстоцен на чотири льодовикові періоди відповідно до заледеніння Альп (Гунц, Міндель, Рисс, Вюрм), з назвами, обраними за річковими долинами, які, на думку представників льодовикової теорії, були продуктом руху льодовиків.
До 1918 року Пенк також керував інститутом і музеєм океанографії. З 1928 року викладав в німецькому університеті Карла-Фердинанда в Празі. 
Альбрехт Пенк помер в Празі 7 березня 1945 року. 

## Наукові праці
- Studien über lockere vulkanische Auswürflinge. 1878.
- Die Geschiebeformation Norddeutschlands. 1879.
- Die Vergletscherung der deutschen Alpen, ihre Ursache, periodische Wiederkehr und ihr Einfluss auf die Bodengestaltung. 1882.
- Schwankungen des Meeresspiegels. 1882.
- Die Eiszeit in den Pyrenäen. 1884.
- Das Deutsche Reich, das Königreich der Niederlande, das Königreich Belgien, das Großherzogtum Luxemburg (in Richthofens Länderkunde v. Europa 1888/89).
- Morphologie der Erdoberfläche. 2 Bände. Stuttgart 1894.
- Thalgeschichte der obersten Donau. In: Schriften des Vereins für Geschichte des Bodensees und seiner Umgebung. 28. Jg., 1899, S. 117—130. (цифрова копія)
- mit E. Brückner: Die Alpen im Eiszeitalter. 3 Bände. Leipzig 1909.
- Tsingtau. 1910.
- Nationale Erdkunde. Buchholz & Weißwange, Berlin 1934.
- Klettgauer Pforte und Bodensee. In: Schriften des Vereins für Geschichte des Bodensees und seiner Umgebung. 66. Jg., 1939, S. 117—139. (цифрова копія)